# Oberfinanzdirektion
Die Oberfinanzdirektion (OFD) ist eine Mittelbehörde der Landesfinanzverwaltung in Deutschland (§ 2 FVG).
Die Oberfinanzdirektion steuert und unterstützt Finanzämter und andere Behörden wie beispielsweise Bauämter in ihrem Zuständigkeitsbereich. Die Finanzämter sind nachgeordnete Ämter, allerdings findet sich der Begriff Oberfinanzdirektion heutzutage nur noch in wenigen Behördenbezeichnungen.
Übergeordnete Behörde ist die Landesfinanzbehörde des jeweiligen Bundeslandes. Ursprünglich war die OFD eine Doppelbehörde von Landesfinanzverwaltung (Steuer) und Bundesfinanzverwaltung (Zoll). Im Zuge einer Verwaltungsreform wurde 2001 das Finanzverwaltungsgesetz geändert. Es schrieb die Dreigliedrigkeit der Finanzverwaltung nicht mehr zwingend vor und ermöglichte den Verzicht auf eine Mittelbehörde und damit auf eine OFD. Viele Bundesländer – Bayern, Berlin, Brandenburg, Bremen, Hamburg, Mecklenburg-Vorpommern, das Saarland, Schleswig-Holstein – lösten die Landesabteilungen der Oberfinanzdirektionen auf. Deren Aufgabengebiete wurden direkt in die jeweilige Landesfinanzverwaltung oder als Abteilung in das Finanzministerium eingegliedert. In Thüringen wurde zum Beispiel die ehemalige OFD Erfurt in die Thüringer Landesfinanzdirektion überführt. Aus letzterer ging nach dem 31. Dezember 2018 das Thüringer Landesamt für Finanzen hervor. In Bayern wurden die vorigen OFD München und OFD Nürnberg zum Bayerischen Landesamt für Steuern zusammengelegt.
Bis zum 31. Dezember 2007 waren die Oberfinanzdirektionen auch Mittelbehörden der Bundesfinanzverwaltung und als solche den Hauptzollämtern übergeordnet (→Mischverwaltung). Die entsprechenden Bundesabteilungen wurden aufgelöst und fünf Bundesfinanzdirektionen eingerichtet. Die Hauptzollämter wurden diesen Bundesfinanzdirektionen, mit zum Teil geänderter Zuständigkeit, angegliedert. Die verbliebenen Oberfinanzdirektionen wurden dadurch reine Landesbehörden. Zum 1. Januar 2016 gingen die bis dahin eigenständigen Bundesfinanzdirektionen – im Zuge einer neuerlichen Strukturreform der Bundeszollverwaltung – in der neu gegründeten Generalzolldirektion auf, innerhalb derer sie die Direktionen III bis VII bilden.

## Oberfinanzdirektionen und Zuständigkeiten
| Land                   | Behörde                                 | Weblink                                            |
| ---------------------- | --------------------------------------- | -------------------------------------------------- |
| Baden-Württemberg      | Oberfinanzdirektion Baden-Württemberg   | Oberfinanzdirektion Karlsruhe                      |
| Bayern                 | Bayerisches Landesamt für Steuern       | Bayerisches Landesamt für Steuern                  |
| Berlin                 | Senatsverwaltung für Finanzen           | Senatsverwaltung für Finanzen                      |
| Brandenburg            | Finanzministerium                       | Ministerium der Finanzen und für Europa            |
| Bremen                 | Senator für Finanzen Bremen             | Senator für Finanzen                               |
| Hamburg                | Finanzbehörde Hamburg                   | Finanzbehörde Hamburg                              |
| Hessen                 | Oberfinanzdirektion Frankfurt am Main   | Oberfinanzdirektion Frankfurt am Main              |
| Mecklenburg-Vorpommern | Finanzministerium                       | Finanzministerium                                  |
| Niedersachsen          | Landesamt für Steuern Niedersachsen     | Landesamt für Steuern Niedersachsen                |
| Nordrhein-Westfalen    | Oberfinanzdirektion Nordrhein-Westfalen | Oberfinanzdirektion Nordrhein-Westfalen            |
| Rheinland-Pfalz        | Landesamt für Steuern in Koblenz        | Landesamt für Steuern                              |
| Saarland               | Finanzministerium                       | Ministerium für Finanzen und Europa                |
| Sachsen                | Landesamt für Steuern und Finanzen      | Landesamt für Steuern und Finanzen                 |
| Sachsen-Anhalt         | Finanzministerium                       | Ministerium der Finanzen des Landes Sachsen-Anhalt |
| Schleswig-Holstein     | Finanzministerium                       | Landesregierung                                    |
| Thüringen              | Thüringer Landesamt für Finanzen        | Thüringer Landesamt für Finanzen                   |